# Grušce
Grušce este o localitate din comuna Šentjur, Slovenia, cu o populație de 31 de locuitori.